# تومي جياكوميلي
تومي جياكوميلي (بالبرتغالية: Tomy Adriano Giacomeli‏) هو لاعب كرة قدم برازيلي في مركز الهجوم، ولد في 29 أبريل 1974 في البرازيل. لعب مع Happy Valley AA ‏.